# Hydroxyde de thallium(I)
L’hydroxyde de thallium(I), aussi connu sous le nom d’hydroxyde thalleux, de formule brute TlOH, est un hydroxyde de thallium.

## Synthèse
L'hydroxyde de thallium(I) est obtenu par décomposition de l'éthoxyde de thallium dans l'eau :
C2H5OTl + H2O → TlOH + C2H5OH
Cette réaction peut également se faire en faisant réagir du thallium monoatomique avec de l'éthanol en présence de dioxygène :
4 Tl + 2 C2H5OH + O2 → 2 C2H5OTl + 2 TlOH
Un autre moyen est de réaliser une réaction entre du sulfate de thallium(I) avec de l'hydroxyde de baryum :
Tl2SO4 + Ba(OH)2 → 2 TlOH + BaSO4

## Propriétés
L'hydroxyde thalleux est une base forte ; il se dissocie en ion thalleux, Tl+, sauf dans des conditions fortement basiques. Tl+ ressemble à un ion de métal alcalin, A+, tel que Li+ ou K+.